# Rupnik Károly
Rupnik Károly (Budapest, 1953. december 2. –) magyar színész, a Győri Nemzeti Színház örökös tagja.

## Életpálya
1976-ban kapott színész diplomát, a Színház- és Filmművészeti Főiskolán, Szinetár Miklós osztályában végzett. 1976-ban  a győri Kisfaludy Színház szerződtette. 1981–1984 között a Veszprémi Petőfi Színházban játszott. 1984-től ismét győri színművész, azóta is folyamatosan a Győri Nemzeti Színház tagja. 2012-ben Szent László-díjat kapott.

## Fontosabb színházi szerepei
- William Shakespeare: Rómeó és Júlia... Rómeó; Capulet (veronai családfő, a Montaguek ellensége)
- William Shakespeare: III. Richárd... Hastings
- William Shakespeare: Ahogy tetszik... Próbakő
- William Shakespeare: Hamlet... Polonius (állami főtanácsos)
- William Shakespeare: A windsori víg nők... Bardolph
- Galgóczi Erzsébet: Kinek a törvénye... rendőr
- Szabó Magda: Régimódi történet... Majthényi Béla
- Szabó Magda: Abigél... Torma Gedeon, igazgató
- Móricz Zsigmond: Úri muri... Levkovits (zsidó)
- Molnár Ferenc: Liliom... Berkovics; I. Detektív; I. Rendőr;
- Molnár Ferenc: A hattyú... Caesar (udvarmester)
- Molnár Ferenc: Az üvegcipő... Rendőrtanácsos
- Kosztolányi Dezső: Édes Anna... Patikárius János; Vizy Kornél
- Bródy Sándor: A tanítónő... Kántor
- Makszim Gorkij: Éjjeli menedékhely... Kosztiljov (a szállás tulajdonosa)
- Alekszandr Nyikolajevics Osztrovszkij: Farkasok és bárányok... Mihail Boriszics Linyajev (köztiszteletben álló békebíró)
- Mihail Afanaszjevics Bulgakov: Molière, avagy álszentek összeesküvése... Hűség testvér
- Borisz Leonyidovics Paszternak: Doktor Zsivágó... Markel, Gromekoék cselédje
- Ilf Ilja – Jevgenyij Petrovics Petrov: Tizenkét szék... Korobejnyikov (a levéltáros)
- Henrik Ibsen – Arthur Miller: Dr. Stockmann (A nép ellensége)... Aslaksen (lapkiadó)
- George Bernard Shaw: Szent Johanna... D'Estivet kanonok
- George Bernard Shaw: Pygmalion... Pickering
- Friedrich Schiller: Ármány és szerelem... Von Kalb (udvarnagy)
- Wolfgang Amadeus Mozart: A színigazgató... Buff
- Pierre-Augustin Caron de Beaumarchais: Figaro házassága... Almaviva
- Victor Hugo: A nevető ember... Cowper (udvari ember)
- Kodály Zoltán: Háry János... Ferenc császár
- Gárdonyi Géza – Várkonyi Mátyás – Béres Attila: Egri csillagok... Szolimán szultán
- Sütő András: Egy lócsiszár virágvasárnapja... Müller Ferenc
- Spiró György: Koccanás... Kamionos
- Bereményi Géza: Az arany ára... Skultéti
- Georges Feydeau: A női szabó... Moulineaux
- Georges Feydeau: Bolha a fülbe... Carlos Homenides De Histangua; Doktor Finache
- Gotthold Ephraim Lessing: Bölcs Náthán... Bonafides
- Arthur Miller: A salemi boszorkányok... Hawthorne; Danforth kormányzóhelyettes (a bíróság elnöke)
- Jules Verne: 80 nap alatt a Föld körül... Mr. Sullivan (Indiai pincér; Az elefántos; Sutthy főpap)
- John Kander – Fred Ebb – Joe Masteroff: Kabaré... Ernst Ludwig
- John Patrick: Teaház az Augusztusi Holdhoz... Mc Lean kapitány
- Jaroslav Hašek – Spiró György: Svejk... Paliveczné
- Ábrahám Pál: Viktória... Miki
- Ábrahám Pál: Bál a Savoyban... Archibald, komornyik
- Kálmán Imre: Csárdáskirálynő... Bóni gróf; Leopold Mária L.
- Kálmán Imre: Marica grófnő... Papulescu Dragomir Móricz
- Kálmán Imre: Cigányprímás... Estragon gróf
- Zerkovitz Béla – Szilágyi László: Csókos asszony... Kubanek (hentes)
- Kacsóh Pongrác – Heltai Jenő – Bakonyi Károly: János vitéz... Francia király
- Szirmai Albert – Bakonyi Károly – Gábor Andor: Mágnás Miska... Leopold főkomornyik
- Huszka Jenő – Martos Ferenc: Gül baba... A budai bíró
- Lehár Ferenc: Luxemburg grófja... Brissard
- Lehár Ferenc – Viktor Léon – Leo Stein: A víg özvegy... Kromow (pontevedrói tanácsos)
- Jacobi Viktor: Sybill... Poire
- Eisemann Mihály: Én és a kisöcsém... dr. Sas
- Eisemann Mihály – Somogyi Gyula – Zágon István: Fekete Péter... Ebes Károly
- Zágon István – Nóti Károly – Eisemann Mihály: Hyppolit, a lakáj... Makáts Csaba
- Fényes Szabolcs – Harmath Imre: Maya... Merimeaux
- John Kander – Fred Ebb – Joe Masteroff: Kabaré... Schultz úr
- Peter Weiss: Marat/Sade... kikiáltó
- Hubay Miklós: Ők tudják mi a szerelem... Berlioz
- Dobozy Imre – Korognai Károly: A tizedes meg a többiek... Albert
- Gádor Béla – Jacobi Viktor – Böhm György – Korcsmáros György: Otelló Gyulaházán... Szarka elvtárs (a minisztériumi előadó)
- Rideg Sándor – Tímár Péter: Indul a bakterház... Buga Jóska
- Hunyady Sándor – Makk Károly – Bacsó Péter – Tasnádi István: A vöröslámpás ház... Tekla papa
- Szomory Dezső: Györgyike, drága gyermek... Mikár Ferenc
- Kszel Attila: Az ember komédiája... Lucifer
- Kszel Attila: A császár keze... Mihály atya
- Egressy Zoltán: Édes életek... Rügyes, Laci barátja, taxis, egykori színházi rendező
- Háy János: A Gézagyerek... Herda Pityu
- Brandon Thomas: Charley nénje... Stephen Spittigue (oxfordi ügyvéd)
- Giulio Scarnacci – Renzo Tarabusi: Kaviár és lencse... Velluto, nyugállományú tolvaj
- Peter Shaffer: Black comedy (Játék a sötétben)... Schuppanzigh (a német műértő villanyszerelő)
- Ray Cooney: A miniszter félrelép... A főpincér
- Jean Poiret: Őrült nők ketrece... Albin
- Jane Austen: Büszkeség és balítélet... Mr. Bennet
- Fenyő Miklós – Tasnádi István: Made in Hungária... Apa
- Michael Frayn: Függöny fel... Tim (Ügyelő)
- Henri Keroul – Albert Barré: Léni néni... Armande
- Sárosi István: Rákfene... Szerémy professzor
- Nemeskürty Harriet – Frigyesi András: Bei uns, in Europa / Nálunk, Európában... szereplő (Deutsches Theater Budapest)
- Pozsgai Zsolt: Liselotte und der Mai... szereplő (Deutsches Theater Budapest)
- Larry L. King – Peter Masterson – Carol Hall: Pipifarm - The Best Little Whorehouse in Texas... Rufus (autókereskedő, Gilbert polgármestere)
- Paul Pörtner: Hajmeresztő... Victor Rosetti (építőmunkás) (Győri Nemzeti Színház)(Gárdonyi Géza Színház)
- Carlo Goldoni: Két úr szolgája... Pantalone
- Dan Gordonː Esőember... Mr. Mooney, ügyvéd, férfi rendőr
- Ödön von Horváth: A végítélet napja... Csendőr
- Olt Tamás: Minden jegy elkelt... Kornél / Kádár
- Mark Twain: Tom Sawyer kalandjai... Sheriff
- Szerb Antal: Képtelen királyság... Eisenstein
- Georges Feydeau: A hülyéje ...Felügyelő

## Filmek, tv
- Petőfi '73 (1973)
- A gonosztevő (1974)
- Valaki (1975)
- Az Elnökasszony (1975)
- Az idők kezdetén (1975)
- Bovári úr (1976)
- Az erőd (1979)
- Liszt Ferenc (sorozat) A jövő határtalan távlatában című rész; Csárdás macabre című rész; Az utolsó turné című rész; (1982)
- Özvegy és leánya (sorozat) Fejedelmi vadászat című rész (1983)
- Szemben a Lánchíd oroszlánja (1995)
- Aranyoskáim (1996)
- TV a város szélén (sorozat) Adás indul! (1998)
- Szomszédok (sorozat) 48. rész (1989); 131. rész (1992); 268. rész (1997); 294. rész (1998)
- Kisváros (sorozat) Jó kis balhé című rész (1993); A trónörökös látogatása című rész (1994); A vendégjátékos című rész (1996); Cserbenhagyás című rész (1997); Kaland a strandon című rész (1998); Vérdíj című rész (2000)
- Komédiások (sorozat) (2000)
- Zsaruvér és Csigavér II.: Több tonna kámfor (2002)
- Mutig in die neuen Zeiten - Im Reich der Reblaus (2005)
- Doktor Proktors tidsbadekar
- Apatigris (sorozat, 2020)

## Díjak, elismerések
- Szent László-díj (2012)
- Magyar Teátrum-díj (2024)[2]